# Bonseki
Il Bonseki (盆石? lett. "rocce su vassoio") è l'antica arte giapponese di creare giardini in miniatura su vassoi di lacca nera adoperando sabbia bianca, sassi, e piccole rocce. Per la creazione dei Bonseki si utilizzano strumenti delicati come piume, piccole scope, setacci, cucchiai e ramoscelli. I vassoi possono essere ovali o rettangolari, di dimensioni variabili da una trentina di centimetri quadrati fino ad un massimo di 200 x 150 centimetri (i più comuni sono di 60 x 35). I vassoi ovali hanno solitamente un bordo lievemente rialzato mentre quelli rettangolari ne sono di solito privi.
Le miniature Bonseki rappresentano spesso paesaggi montani, marini, o giardini. Piccoli sassi o rocce vengono usate per rappresentare montagne, linee costiere o isole rocciose su cui si frangono le onde del mare. Strutture in miniatura, generalmente di rame dipinto, vengono spesso inserite nel Bonseki per realizzare case, templi, ponti e simili.
I Bonseki sono in genere temporanei. Talvolta, usando particolari tecniche, un Bonseki può essere reso permanente. Si parla in questo casi di Bonga ("Pittura su vassoio") e Suna-e ("Pittura su sabbia").

## Storia del Bonseki
Le origini del Bonseki sono piuttosto nebulose ma si ritiene che l'Imperatore Temmu, che regnò durante la metà del VII secolo d.C., facesse uso delle tecniche Bonseki per rappresentare panorami e oggetti presenti in natura. Si ritiene altresì che alcuni giardini di Kyoto furono progettati mediante il ricorso al Bonseki come plastico in miniatura del costruendo giardino.
Il saggio del 1300 circa, Sonetto su un giardino panoramico in miniatura, del monaco Zen giapponese Kokan Shiren, sottolinea i principi estetici su cui si basano l'architettura sia del giardino in miniatura Bonseki che di quelli a grandezza naturale.
Sotto lo Shogun esteta Ashikaga Yoshimasa (1443-1490), il Bonseki divenne popolare tra i membri dell'aristocrazia. Un secolo dopo, Sen no Rikyū, il famoso maestro della Cerimonia del Tè, praticava il Bonseki ed uno dei suoi studenti, Hosokawa Sansai, fondò una scuola dedicata al Bonseki con tecniche ben precise.
Il Periodo Edo (1603-1867) vide nascere molte scuole Bonseki di pari passo al crescere della sua popolarità. Il Bonseki era particolarmente popolare tra molte donne della corte Shogunale dell'antica Tokyo.
Con la restaurazione della regola Imperiale, il Bonseki declinò rapidamente con la crescita e l'affermazione del modernismo e della cultura occidentali.

## Rinascita del Bonseki
Di recente, il Bonseki ha goduto della rinascita di una certa popolarità di pari passo alla nascita di nuovi gruppi aderenti alla scuola Hosokawa, conservando al contempo la sua tradizionale eleganza. Uno di questo gruppi è il Tokyo Kuyo-Kai della Scuola Hosokawa. Il Tokyo Kuyo-Kai è un gruppo di studenti degli ex direttori della Scuola Hosokawa.
Secondo il gruppo Tokyo Kuyo-Kai, oggetto del Bonseki non è il completamento della scena in sé, né la sua preservazione. Il Tokyo Kuyo-Kai afferma: "L'importanza del Bonseki sta nel sentimento di pace e nella soddisfazione che deriva dalla creazione della scena Bonseki e non nel risultato del lavoro".